# Gianni Rescigno
Gianni Rescigno (Roccapiemonte, 30 ottobre 1937 – Castellabate, 13 maggio 2015) è stato un poeta e scrittore italiano.

## Biografia
Già docente, tra le sue pubblicazioni vi sono ventiquattro raccolte poetiche, con le quali ha vinto moltissimi premi.
In narrativa ha scritto il romanzo breve "Storia di Nanni" (1981) e "Il soldato Giovanni" (2011).
Il suo nome si trova nella Storia della Civiltà Letteraria Italiana curata da Giorgio Bàrberi Squarotti, edita dalla casa editrice UTET ed in molte altre storie della letteratura italiana.
Nel 2012 gli è stato conferito il premio "Le Muse" - Firenze.

## Opere

### Poesia
- Credere, Gugnali, Modica, 1969
- Questa elemosina, Todariana, Milano, 1972
- Torri di silenzio, EdiNord, Bolzano, 1976
- I salici, i vitigni, A. Lalli, Poggibonsi, 1983
- Le ore dell'uomo, Forum, Forlì, 1985
- Tutto e Niente, Genesi, Torino, 1987
- Un passo lontano, Piovan, Abano Terme, 1988
- Il segno dell'uomo, Lorenzo, Torino, 1991, ISBN 8885199216
- Angeli di luna, Genesi, Torino, 1994, ISBN 9788886313247
- Un altro viaggio, Bastogi, Foggia, 1995, ISBN 9788886452236
- Le strade di settembre, Bastogi, Foggia, 1997, ISBN 9788881850495
- Farfalla, Bastogi, Foggia, 2000, ISBN 9788881852451
- Dove il sole brucia le vigne, Genesi, Torino, 2002, ISBN 9788874140220
- Lezioni d'amore, Lineacultura, Milano, 2003
- Le foglie saranno parole, Manni, Lecce 2003, ISBN 9788881763771
- Io e la Signora del Tempo, Biblioteca S.Maria a mare, S.M. di Castellabate, 2004
- Come la terra il mare, Guida, Napoli, 2005, ISBN 8871889118
- Dalle Sorgenti della Sera, Eldorado, Lugano, 2007, ISBN 8831792830
- (con Menotti Lerro), Gli occhi sul tempo, Manni, Lecce 2009, ISBN 9788862660891
- Anime Fuggenti, Genesi, Torino, 2010, ISBN 9788874142194
- Cielo alla finestra, Genesi, Torino, 2011, ISBN 9788874142736
- Nessuno può restare, Genesi, Torino, 2013, ISBN 8874143702
- Sulla bocca del vento, Antologia lirica tradotta in francese da Jean Sarraméa e Paul Courget, Il Convivio, Castiglione di Sicilia, 2013, ISBN 9788895503912
- Un sogno che sosta, Genesi, Torino, 2014, ISBN 9788874144341

### Narrativa
- Storia di Nanni, Galzerano Editore, Salerno, 1981
- Il soldato Giovanni, Genesi, Torino, 2011, ISBN 9788874142781